# Рыжков, Алексей Маркович
Алексе́й Ма́ркович Рыжко́в (род. 1961, г. Свердловск, Свердловская область, СССР) — российский художник и автор-оформитель книг. Часть произведений находится в Екатеринбургском музее изобразительных искусств. Персональные выставки проводились в Екатеринбурге, в том числе, в Екатеринбургском музее изобразительных искусств и Объединённом музее писателей Урала, и в Сиэтле. Лауреат Литературной премии имени П. П. Бажова (2012).

## Биография
Родился в городе Свердловске в 1961 году. Его отцом был врач, художник, поэт и переводчик армянской поэзии Марк Рыжков. По другим сведениям, родился в Нижнем Тагиле, а в Свердловск переехал с родителями в возрасте трёх лет.
В 1978 году окончил Свердловскую детскую художественную школу № 1.
В 1983 году окончил Свердловское художественное училище.
С 1987 года начал участвовать в городских, региональных и международных выставках.
С 1988 года начал заниматься педагогической деятельностью. По другим данным, в течение двенадцати лет после окончания Свердловского художественного училища преподавал в Свердловской детской художественной школе № 3.
В 1994 году окончил факультет истории искусств Уральского государственного университета имени А. М. Горького.
Писал пейзажи, создавал деколи. Помимо Екатеринбурга, изображал на своих пейзажах также и другие города: Псков, Сиэтл, Париж.
Издавал книги, для которых являлся не только художником, но также и дизайнером и автором текстов. Сотрудничал с печатными изданиями: журналами «Театральный сезон», «Литературный квартал», «Веси».
По состоянию на 2014 год, в газете «Городские куранты» вёл авторскую колонку под названием «Путешествие из Екатеринбурга в Свердловск».
Его произведения находятся в Екатеринбургском музее изобразительных искусств, а также в частных собраниях в России и других странах.
В 2020 году начал снимать мультипликационный сериал о Екатеринбурге, приуроченный к намеченному в 2023 году празднованию 300-летия города.

## Произведения

### Изобразительное искусство
- С 1995 года пишет графическую серию пейзажей Екатеринбурга[1].
- В 2003 году создал серию деколей «Мой город» для чайного сервиза, выпущенного впоследствии на Сысертском фарфоровом заводе[1][7].

### Иллюстрирование
- Пушкинская, 12 : современный екатеринбургский рассказ / худож. А. Рыжков, С. Демидова. — Екатеринбург : Уральское литературное агентство, 1998. — 439 с. : ил.
- Матвеева А. Заблудившийся жокей : рассказы, очерки / А. Матвеева ; худож. А. Рыжков. — Екатеринбург : Уральское литературное агентство, 1999. — 255 с. : ил.
- Рабинович С. Я и глагол, и междометье : стихи / С. Рабинович ; худож. А. Рыжков. — Екатеринбург : Уральское литературное агентство, 2000. — 152 с. : ил.
- Азовский А. А. Звени, медуница : избранные произведения : стихотворения, поэма / А. А. Азовский ; худож. А. Рыжков. — Екатеринбург : Банк культурной информации, 2006. — 407 с. : ил. — (Библиотека поэзии Каменного пояса).
- Удивительный Екатеринбург : книга рекордов, достижений, талантов. Вып. 1 / ред. Ю. Г. Бриль [и др.] ; худож. А. Рыжков. — Екатеринбург : Уральское литературное агентство, 2006. — 196 с. : цв. фото.

### Книги и альбомы
- Путешествие из Свердловска в Екатеринбург в произведениях художника Алексея Рыжкова : [худож. альбом] / сост. А. М. Рыжков ; авт. предисл. Е. Крживицкая. — Екатеринбург : Независимый институт истории материальных культур, 2003. — 95 с. : цв. ил. — (Екатеринбургские художники). — ISBN 5-7385-0165-9.
- Рыжков А. М. Екатеринбург глазами художника : [альбом]. — Екатеринбург : Уральский рабочий, 2005. — 175 с. : ил.
- Рыжков А. М. Вокруг литературного квартала : совместный проект Объединенного музея писателей Урала и Алексея Рыжкова. — Екатеринбург, 2006. — 73, [2] с. : ил.
- Рыжков А. М., Рыжкова И. Г. Удивительная прогулка : [для детей младшего и среднего школьного возраста]. — Екатеринбург : Уральское литературное агентство, 2008. — 24 с. : ил.
- Рыжков А. М. 7 уральских городов : [Верхотурье, Ирбит, Невьянск, Нижний Тагил, Полевской, Алапаевск, Екатеринбург]. — Екатеринбург : Уральское литературное агентство, 2009. — 31 с. : ил.
- Рыжков А. М. Нарисованный город — Екатеринбург. — Екатеринбург : Творческое объединение «Уральский меридиан», 2011. — 192 с. : ил.
- Рыжков А. М. Нарисованный город — Екатеринбург. — Екатеринбург : Формат, 2012. — 219 с. : ил.

### Статьи
- Рыжков А. М. Дежа вю 14 декабря : [Открытие памятника декабристам, Екатеринбург, 14 дек. 2000 г.] // Городские куранты. — Екатеринбург, 2005. — 8 апреля. — С. 11.
- Рыжков А. М. Честность Белой башни : [памятник промышленной архитектуры на Уралмаше] // Городские куранты. — Екатеринбург, 2005. — 20 мая. — С. 11.
- Рыжков А. М. Новая книга о городе : [презентация альбома «Екатеринбург глазами художника»] // Городские куранты. — Екатеринбург, 2005. — 28 августа. — С. 11.
- Рыжков А. М. Рождённый дважды… : [история дома Малахова, Екатеринбург] // Стройкомплекс Среднего Урала. — 2006. — № 1/2. — С. 34—35.
- Рыжков А. М. Интересный музей : [Екатеринбургский фотограф Вениамин Леонтьевич Митенков и Музей фотографии его имени] // Городские куранты. — 2006. — 26 февраля. — С. 11 : ил.
- Рыжков А. М. Я, Митя и актуальное искусство // Литературный квартал. — 2006. — № 3 (Март). — С. 28—29 : фот.
- Рыжков А. М. Вокруг литературного квартала : [к выходу в свет одноименной книги о музейном литературном комплексе Екатеринбурга] // Веси. — Екатеринбург, 2006. — № 5. — С. 39 : ил.
- Рыжков А. М. Американская история : [виды г. Сиэтла США и комментарии к рисункам] // Веси. — 2006. — № 10. — С. 44 : ил. на вкл.
- Рыжков А. М. Письмо из Лондона : [экспериментальная выставка] // Урал. — 2007. — № 4. — С. 49—50 : фот.
- Рыжков А. М. Беспокоит меня Гондурас // Урал. — 2007. — № 4. — С. 142—143.
- Рыжков А. М. Непреложное присутствие : [Екатеринбург глазами художника А. Рыжова] // Стройкомплекс Среднего Урала. — 2007. — № 5. — С. 45—47 : ил.
- Рыжков А. М. Трамвай — машина времени : [музей истории развития трамвайно-троллейбусного движения в Екатеринбурге] // Веси. — 2007. — № 9. — С. 1.
- Рыжков А. М. Снег как элемент архитектуры : [Екатеринбург глазами художника] // Стройкомплекс Среднего Урала. — 2007. — № 12. — С. 47—49 : ил.
- Рыжков А. М. Стильные книги : [начало изд. серии «Стили в архитектуре Свердловской области»] // Городские куранты. — 2008. — 25 января. — С. 11.
- Рыжков А. М. История с любовью : [Книги историка и археолога А. А. Берса «Старый Екатеринбург — новый Свердловск» и «Екатеринбург, 1723—1923» в библиотеке Свердл. ист.-краевед. музея] // Городские куранты. — 2008. — 1 февраля. — С. 11.
- Рыжков А. М. Металл и кружево — Екатеринбург // Стройкомплекс Среднего Урала. — 2008. — № 1/2 (115). — С. 53—55 : ил.
- Рыжков А. М. Колокольня на Вознесенской — Екатеринбург // Стройкомплекс Среднего Урала. — 2008. — № 3 (116). — С. 53—55 : ил.
- Рыжков А. М. Дома для «новых русских» : строящийся город [в Екатеринбурге] // Веси. — Екатеринбург, 2008. — № 10. — С. 1, 36.
- Рыжков А. М. Улица Гоголя : [Екатеринбург] // Литературный квартал. — 2009. — № 2 (Весна). — С. 51—52 : фот.
- Рыжков А. М. Ека-трем-бург : [рисунки старых домов Екатеринбурга] // Столица Урала. — Екатеринбург, 2011. — № 30. — Весна. — С. 45—46 : ил.
- Рыжков А. М. Екатеринбург гордится своими! : [открытие памятника Б. Н. Ельцину в Екатеринбурге] // Столица Урала. — Екатеринбург, 2011. — № 30. — Весна. — С. 47—49 : ил.
- Верхотурье : несостоявшаяся столица : [виртуальная экскурсия по старнному и современному городу] // Путешествие по Уралу с детскими писателями. — Екатеринбург : Генри Пушель, 2011. — С. 34—37.
- Живой город / А. Рыжков ; беседовала Д. Кезина // Российская газета. — 2012. — 7—14 марта. — С. 14 : фот.

### Производные произведения
- В 2000 году Телевизионное Агентство Урала создало фильм «Город в рамках», основанный на графических работах Рыжкова[1][7].

## Персональные выставки
- 1996 — «Графика, рисунки учеников» в Екатеринбургском Доме художника[13]
- 1997 — «Мой город» в Екатеринбургском музее изобразительных искусств
- 1998 — «Графика» в Екатеринбургском доме работников искусств
- 1998 — «Образы Екатеринбурга» в школе Альтернативного образования (город Сиэтл, США)
- 1998 — «Святочный вернисаж» в Екатеринбургском доме актёра
- 1999 — «Выставка графики» в екатеринбургской галерее Одоевского
- 2000 — «Снова Екатеринбург» в екатеринбургской галерее «Капитал»
- 2000 — «Вид из Пушкинского дома» в Екатеринбурге
- 2001 — «Екатеринбург-Сиэтл» в библиотеке главы города Екатеринбурга
- 2002 — «Другой Рыжков» в екатеринбургском Общественном фонде «Екатеринбургский творческий союз деятелей культуры»
- 2003 — «Екатеринбург для чайников» в Музейно-выставочном комплексе Уральской государственной архитектурно-художественной академии
- 2004 — «Улица Гоголя» (совместная выставка с Николаем Предеиным) в Свердловской областной научной библиотеке имени В. Г. Белинского
- 2005 или 2006 — «Рыжковы от большого до маленького» (совместная выставка с М. Рыжковым, И. Рыжковой, Д. Рыжковым) в Екатеринбургском музее изобразительных искусств
- 2005 или 2006 — «Рыжков Алексей» в галерее «FRANK&NURA» или «Frank&Dunya» города Сиэтл, США
- 2006 — «Вокруг литературного квартала» в екатеринбургском Объединённом музее писателей Урала
- 2009 — «Выставка для моей школы», посвящённая памяти Василия Петровича Старова, в екатеринбургской детской художественной школе № 1[5]
- 2009 — «7 городов» в Музее истории Екатеринбурга
- 2010 — «Смайл Сити» в Екатеринбургском музее изобразительных искусств
- 2011 — «Нарисованный город» в екатеринбургской галерее «Суворовъ»
- 2013 — «Снег идёт и все в смятеньи…» в екатеринбургской галерее «Арт-птица»
- 2018 — «Город во времени» в екатеринбургском Музее архитектуры и дизайна[14]

## Премии
- 1999 — лауреат Премии имени Дэфни Хэйр — за проект «Екатеринбург — Сиэтл»[7]
- 2003 или 2004 — лауреат в номинации «Художник года» Екатеринбургского городского издательского конкурса «Книга года» — за альбом графики «Путешествие из Свердловска в Екатеринбург»[1][15]
- 2010 — диплом первой степени в номинации «Лучшая художественная книга» Екатеринбургского городского издательского конкурса «Книга года» — книге «Нарисованный город»[16]
- 2012 — лауреат Литературной премии имени П. П. Бажова — за книгу «Нарисованный город»[17][18]